# You Don't Know
You Don't Know er den første single fra Eminems kompileringsalbum Eminem presents The Re-Up udsendt i 2006. På nummeret optræder også 50 Cent, Lloyd Banks og det nye medlem Ca$his fra Shady Records. Singlen viser forholdet mellem G-Unit og D12.
Videoen kom frem på MTV's Sucker Free, og BET's 106 & Park som en New Joint den 7. november. Videoen blev nr. 1 på MTV's Total Request Live. 

## Musikvideo
Musikvideoen er bygget på et fængselstema med hver af de fire optrædende kunstnere, der portrætterer farlige kriminelle. Alle fire bærer fangeuniformer og viser deres status ved at være dækket af guldkæder og manchetter. Tony Yayo, Young Buck, D12 og Shady-holdet har cameo-optrædener som cellekammerater i musikvideoen.
Videoen refererer til filmen Ondskabens øjne (The Silence of the Lambs) for Eminems vedkommende, idet han fastholdes på et rullebord og med mundkurv, som Hannibal Lecter er iført i den nævnte film. Eminem efterligner også Hannibal Lecters kendetegn med at slikke læber mod Jodie Foster, når Eminem i begyndelsen af videoen får besøg i sin celle af en kvindelig detektiv, der er identisk med Fosters rolle i Ondskabens øjne. 
50 Cent's del af videoen refererer til filmen Con Air med Nicolas Cage, da han, som figuren i filmen, bliver transporteret i et maksimalt sikret fængselsfly. 

## Hitlister
You Don't Know blev udgivet i Storbritannien den 11. december 2006, og singlen indeholdt en "free sticker". På grund af denne "sticker" kunne singlen ikke komme på hitlisterne i England (en speciel regel i landet). Det betød, at You Don't Know var Eminems anden single i træk, der ikke kunne komme på listen. Men i 2007 blev hitlistereglerne igen ændret, og derfor var det muligt for You Don't Know at komme med på listen, selvom det blev Eminems mindste engelske hit til dato.
You Don't Know nåede op som nr. 1 på hip-hop/raplisten og som nr. 6 på den samlede liste hos iTunes Store. Den debuterede som nr. 12 på Billboard Hot 100 og gav dermed den højeste debutplacering for en single på denne hitliste for både Eminem, 50 Cent, Lloyd Banks, og Ca$his; (dette er Ca$his' debut på Billboard Hot 100).
Sangen blev spillet i den seneste WWE-film The Condemned.

### Hitlister
| Hitliste (2006)                      | Højeste placering |
| ------------------------------------ | ----------------- |
| Irland                               | 5                 |
| Norge                                | 7                 |
| UK Singles Chart                     | 32                |
| U.S. Billboard Hot 100)              | 12                |
| U.S. Billboard Hot R&B/Hip-Hop Songs | 87                |
| U.S. Billboard Pop 100               | 16                |

## Eksterne links
- "You Don't Know" Officiel musikvideo på YouTube
- You Don't Know Sangtekst Arkiveret 20. december 2007 hos  Wayback Machine